# Breganze Pinot nero
Il Breganze Pinot nero è un vino DOC la cui produzione è consentita nella provincia di Vicenza.

## Caratteristiche organolettiche
- colore: rosso rubino con sfumature color mattone.
- odore: profumo delicato.
- sapore: asciutto, sapido, con retrogusto amarognolo, con o senza persistenza gradevole di legno

## Abbinamenti consigliati
Può essere abbinato con carni di maiale.

## Produzione
Provincia, stagione, volume in ettolitri
- Vicenza  (1990/91)  706,42
- Vicenza  (1991/92)  858,87
- Vicenza  (1992/93)  1136,55
- Vicenza  (1993/94)  1395,19
- Vicenza  (1994/95)  1412,85
- Vicenza  (1995/96)  1384,39
- Vicenza  (1996/97)  1688,49